# Chapelle Notre-Dame de Monserratu
La chapelle de Notre-Dame de Monserrato, en corse A Madonna di Munserrà ou A Madonna di Munserratu est un édifice religieux situé sur la commune de Bastia (département de la Haute-Corse), 73 chemin de Scala Santa. La chapelle a été inscrite aux monuments historiques en 1995.

## Histoire
La chapelle a été fondée au XVIe siècle, endommagée par les Génois en 1761 puis entièrement restaurée. La façade du XIXe siècle est de style Néoclassique. La chapelle est inscrite au titre des monuments historiques par arrêté du 24 janvier 1995.

## La Scala Santa
La chapelle abrite une Scala Santa, un escalier saint. C'est le pape Pie VII qui autorisa ce rare privilège en 1816 pour remercier la population bastiaise de son hospitalité. En conflit avec le pape, Napoléon 1er exila à Bastia 424 membres du clergé romain (Concordat de 1801). L'escalier n'a été installé qu'en 1884.
Pour être absous, les fidèles doivent gravir les marches sur les genoux et réciter une prière à chacune d'elles.  
L’oratoire baroque met en valeur une statue de marbre de la Vierge à l’Enfant de 1637. Des messes y sont célébrées. Des milliers de visiteurs viennent chaque année admirer l’église et son escalier saint et s’imprégner de l’ambiance particulière des lieux.
La mairie de Bastia alloue chaque année environ deux millions d’euros pour la restauration des églises de la commune (14 au total). « A Scala Santa » en a bénéficié, principalement en 1977 et en 2019. Tableaux, dallage et structure de l’Église ont été entretenus et restaurés. 

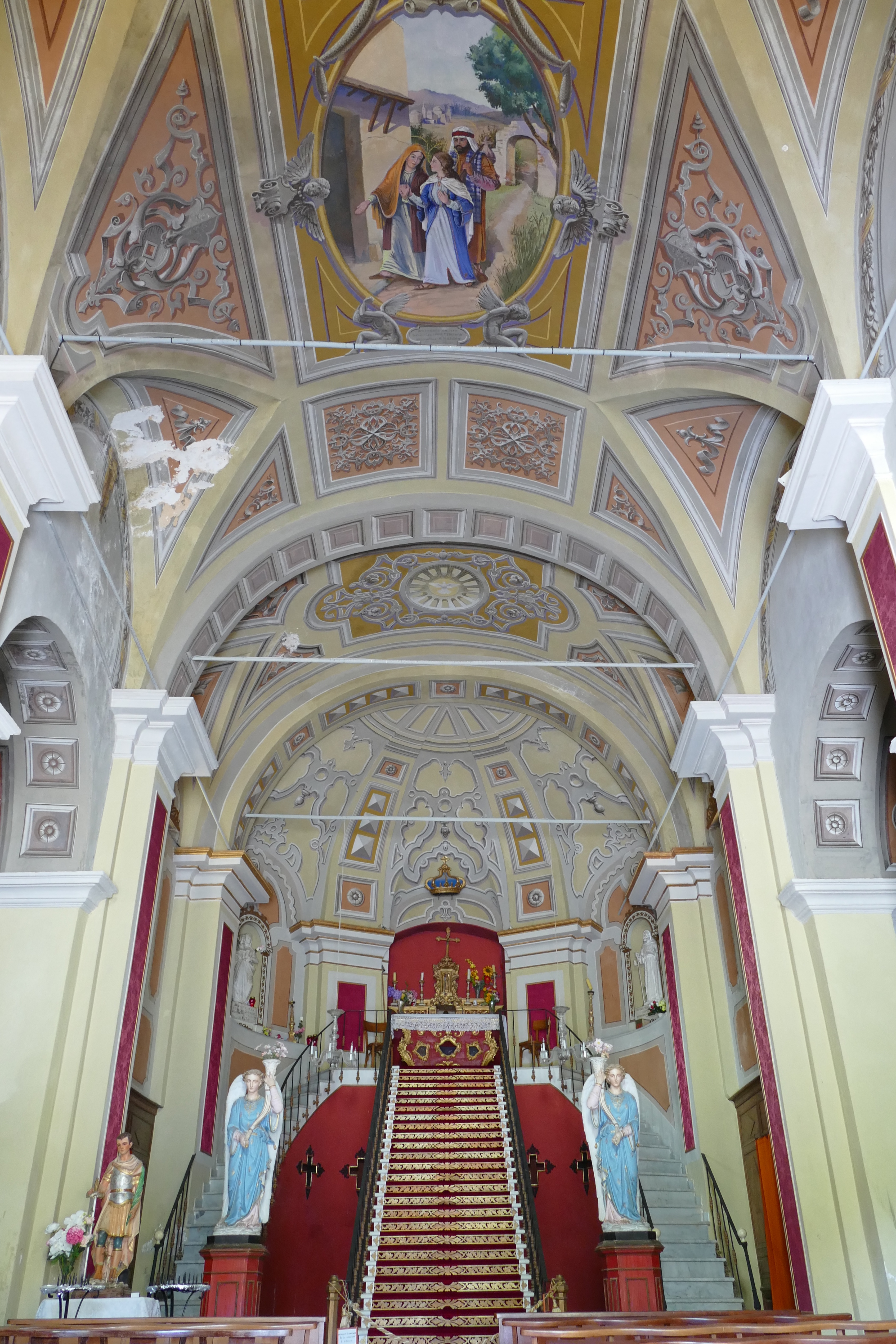
La Scala Santa.